# Nicolás Rodríguez (calciatore agosto 1998)
Nicolás Rodríguez Petrini (Montevideo, 20 agosto 1998) è un calciatore uruguaiano, difensore del Dep. Binacional.

## Carriera

### Club
È cresciuto nelle giovanili del Nacional.

### Nazionale
Nel 2017 con la nazionale Under-20 uruguaiana ha preso parte al vittorioso campionato sudamericano, scendendo in campo in un match.

## Palmarès

### Nazionale
- Campionato sudamericano Under-20: 1

Ecuador 2017